# Kleinandelfingen
Kleinandelfingen (toponimo tedesco) è un comune svizzero di 2 067 abitanti del Canton Zurigo, nel distretto di Andelfingen.

## Monumenti e luoghi d'interesse

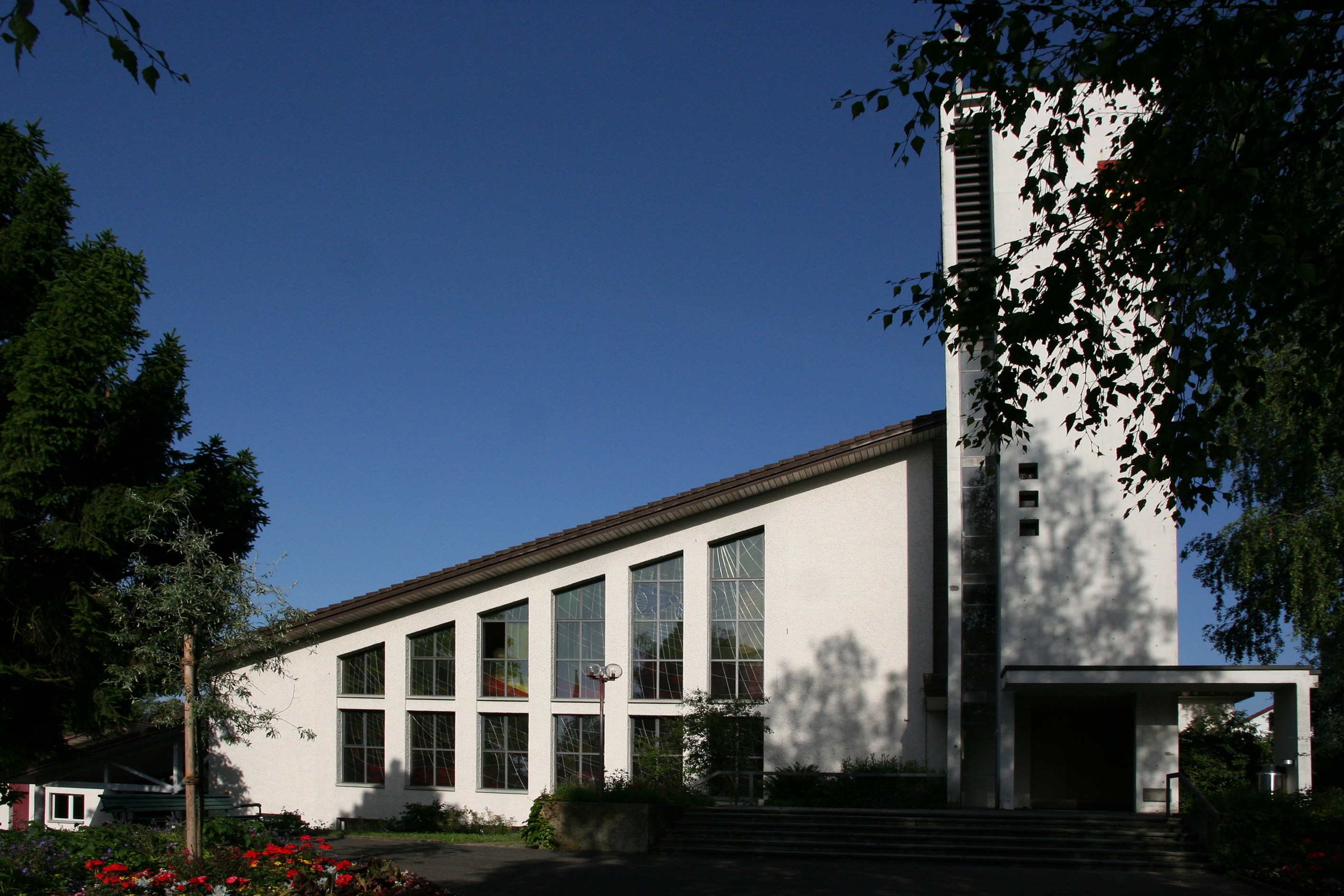
La chiesa dei Santi Placido e Sigisberto

- Chiesa cattolica dei Santi Placido e Sigisberto, eretta nel 1939[1].

## Società

### Evoluzione demografica
L'evoluzione demografica è riportata nella seguente tabella:
Abitanti censiti

## Amministrazione
Ogni famiglia originaria del luogo fa parte del cosiddetto comune patriziale e ha la responsabilità della manutenzione di ogni bene ricadente all'interno dei confini del comune.